# Antiche unità di misura del circondario di Monza

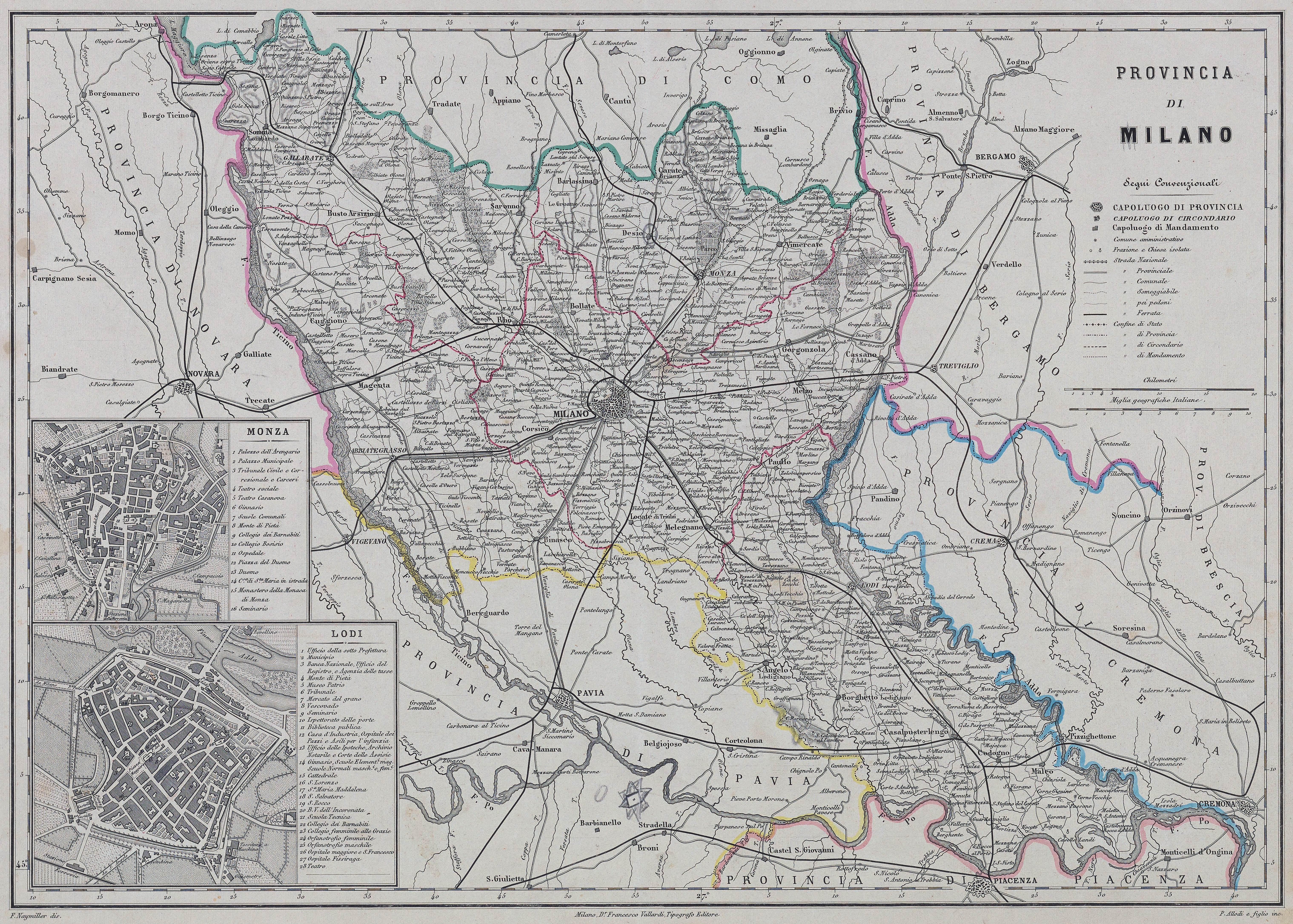
Mappa con indicazione dei confini del circondario di Monza nel 1868 circa

Nelle tabelle del 1877 per il circondario di Monza erano riportate le stesse unità di misura in uso a Milano.

## Pesi
Era presente anche una libbra grossa locale da 30 once milanesi.
| Nome                 | Nome                 | Valore   | Valore |
| -------------------- | -------------------- | -------- | ------ |
| Libbra grossa locale | Libbra grossa locale | 816,983  | g      |
| 30                   | Oncia di Milano      | 27,23275 | g      |

## Territorio
Nel 1874 nel circondario di Monza erano presenti 56 comuni divisi in 6 mandamenti.
- Barlassina • Bovisio, Ceriano Laghetto, Cesano Maderno, Lentate sul Seveso, Limbiate, Masciago Milanese, Meda, Misinto, Seveso, Varedo
- Carate Brianza • Albiate, Besana in Brianza, Briosco, Carate di Brianza, Correzzana, Giussano, Renate, Sovico, Triuggio, Veduggio, Verano
- Desio • Cusano sul Seveso, Desio, Nova, Paderno Milanese, Seregno
- Monza • Monza
- Monza (campagna) • Balsamo, Biassono, Brugherio, Cinisello, Cologno Monzese, Lissone, Maccherio, Muggiò, Sesto San Giovanni, Vedano al Lambro, Villa San Fiorano, Vimodrone
- Vimercate • Agrate Brianza, Arcore, Bellusco, Bernareggio, Burago di Molgora, Camparada, Caponago, Carugate, Cavenago di Brianza, Concorezzo, Lesmo, Mezzago, Oreno, Ornago, Ruginello, Velate Milanese, Vimercate